# Muhammad VIII al-Amin
Muhammad al-Amin VIII (em árabe: الأمين باي بن محمد الحبيب; romaniz.: al-ʾAmīn Bāy bin Muḥammad al-Ḥabīb; 4 de setembro de 1881  – 30 de setembro de 1962) foi o último bei de Túnis (15 de maio de 1943 a 20 de março de 1956). Ele foi o primeiro chefe de Estado (como rei ou bei) da Tunísia independente a partir de 1956 até ser deposto em 1957. Ele era o filho de Muhammad VI al-Habib, bei de Túnis.
Muhammad se tornou bei após as Forças Francesas Livres destituírem seu primo Muhammad VII al-Munsif sobre a acusação de que era um colaborador da França de Vichy (regime de ocupação nazista na França). Em 20 de março de 1956, ele proclamou a independência e se tornou rei da Tunísia. A monarquia não atendia às expectativas do futuro presidente Habib Bourguiba, que substituiu a Guarda Real do Palácio de Cartago pelos seus próprios soldados leais. Ao seu comando, todas as linhas telefônicas do palácio foram cortadas e o rei posto sob prisão domiciliar em 15 de julho de 1957, e em 25 de julho a Assembleia Constituinte da Tunísia depôs o rei.
Muhammad foi transferido para uma residência vigiada pelo governo em Manouba, na província de Manuba, mas foi permitido retornar a Túnis depois que sua esposa morreu. Nunca abdicou dos seus direitos ao trono. Ele morreu em Túnis e foi sepultado no "Túmulo do Rei Muhammad al-Amin". Foi sucedido como chefe da dinastia Husainita e herdeiro do trono e rei titular por Huceine Bei.